# Jack Quaid
Jack Quaid (ur. 24 kwietnia 1992 w Los Angeles) – amerykański aktor, scenarzysta oraz producent telewizyjny, który wystąpił m.in. w serialu The Boys.  
Jack jest synem pary aktorskiej - Meg Ryan i Dennisa Quaida. Na dużym ekranie zadebiutował w wieku 19 lat, w filmie Igrzyska śmierci.
Od 2022 roku spotyka się z aktorką Claudią Doumit.

## Filmografia

### Filmy
| Rok  | Tytuł                                 | Rola                         | Uwagi              |
| ---- | ------------------------------------- | ---------------------------- | ------------------ |
| 2012 | Igrzyska śmierci                      | Marvel                       |                    |
| 2012 | Just 45 Minutes from Broadway         | Danny                        |                    |
| 2013 | Igrzyska śmierci: W pierścieniu ognia | Marvel                       | Cameo              |
| 2014 | Just Before I Go                      | Dylan                        |                    |
| 2015 | Running Wild                          | Eric                         |                    |
| 2015 | Ithaca                                | Marcus Macauley              |                    |
| 2016 | Aberrant                              | Cole                         | inny tyt. Vineland |
| 2017 | Tragedy Girls                         | Jordan Welch                 |                    |
| 2017 | Logan Lucky                           | Fish Bang                    |                    |
| 2018 | Rampage: Dzika furia                  | Connor                       |                    |
| 2018 | Mała Stopa                            | Pilot (głos)                 |                    |
| 2019 | Sparowani                             | Ben King                     |                    |
| 2022 | Krzyk                                 | Richie Kirsch                |                    |
| 2023 | Spider-Man: Poprzez multiwersum       | Peter Parker / Lizard (głos) |                    |
| 2023 | Oppenheimer                           | Richard Feynman              |                    |
| 2025 | Towarzysz                             | Josh                         |                    |

### Telewizja
| Rok       | Tytuł                              | Rola                                  | Uwagi              |
| --------- | ---------------------------------- | ------------------------------------- | ------------------ |
| 2013      | Mrs.                               | Jack                                  | 1 odc.             |
| 2016      | Vinyl                              | Clark Morelle                         | w głównej obsadzie |
| 2017      | Workaholics                        | Clark                                 | 1 odc.             |
| 2017      | The Tap                            | Warren Michaels                       | pilot serialu      |
| od 2019   | The Boys                           | Hughie Campbell                       | w głównej obsadzie |
| 2019–2020 | Dzieciaki z Harvey Street          | Richie Rich (głos)                    | w głównej obsadzie |
| 2020–2024 | Star Trek: Lower Decks             | Brad Boimler (głos)                   | w głównej obsadzie |
| 2020      | Aunty Donna's Big Ol' House of Fun | Clyde Whittings                       | 1 odc.             |
| 2021      | Solos                              | Zen (głos)                            | 1 odc.             |
| 2023      | My Adventures With Superman        | Clark Kent / Kal-El / Superman (głos) | gł. rola           |